# Golancourt

Golancourt este o comună în departamentul Oise, Franța. În 1 ianuarie 2022 avea o populație de 407 de locuitori.